# يو إف سي في 2000
كان عام 2000 هو العام الثامن في تاريخ بطولة القتال النهائي (يو إف سي)، وهي عبارة عن ترويج لفنون القتال المختلطة مقره الولايات المتحدة. في عام 2000، عقدت يو إف سي 6 أحداث بدءاً من يو إف سي 24: الدفاع الأول.

## قائمة الأحداث
| #   | الحدث                            | التاريخ        | المكان                     | الموقع                                     | الحضور |
| --- | -------------------------------- | -------------- | -------------------------- | ------------------------------------------ | ------ |
| 033 | يو إف سي 29: الدفاع عن الأحزمة   | 16 ديسمبر 2000 | ديفر أرياك أرينا           | طوكيو، اليابان                             | 1٬414  |
| 032 | يو إف سي 28: عالية المخاطر       | 17 نوفمبر 2000 | ترامب تاج محل              | أتلانتيك سيتي، نيو جيرسي، الولايات المتحدة | —      |
| 031 | يو إف سي 27: باد بويز النهائي    | 22 سبتمبر 2000 | ليك فرونت أرينا            | نيو أورليانز، لويزيانا، الولايات المتحدة   | —      |
| 030 | يو إف سي 26: حقل الأحلام النهائي | 9 يونيو 2000   | مركز فايف سيزونز للمناسبات | سيدار رابيدز، آيوا، الولايات المتحدة       | 1٬100  |
| 029 | يو إف سي 25: اليابان النهائي 3   | 14 أبريل 2000  | صالة يويوجي الوطنية        | طوكيو، اليابان                             | —      |
| 028 | يو إف سي 24: الدفاع الأول        | 10 مارس 2000   | مركز ليك تشارلز سيفيك      | ليك تشارلز، لويزيانا، الولايات المتحدة     | —      |

## يو إف سي 27: باد بويز النهائي
كان يو إف سي 27 حدثًا أقيم في نيو أورلينز، لويزيانا، والحدث الأخير الذي عقدته يو إف سي قبل اعتمادها الجديد «القواعد الموحدة للفنون القتالية المختلطة».

### النتائج
1. ↑   وزن خفيف الثقيل تحت التصنيف الحديث
2. ↑   وزن الوسط تحت التصنيف الحديث
3. ↑   وزن خفيف الثقيل تحت التصنيف الحديث
4. ↑   وزن الوسط تحت التصنيف الحديث